# Vitra Schaudepot

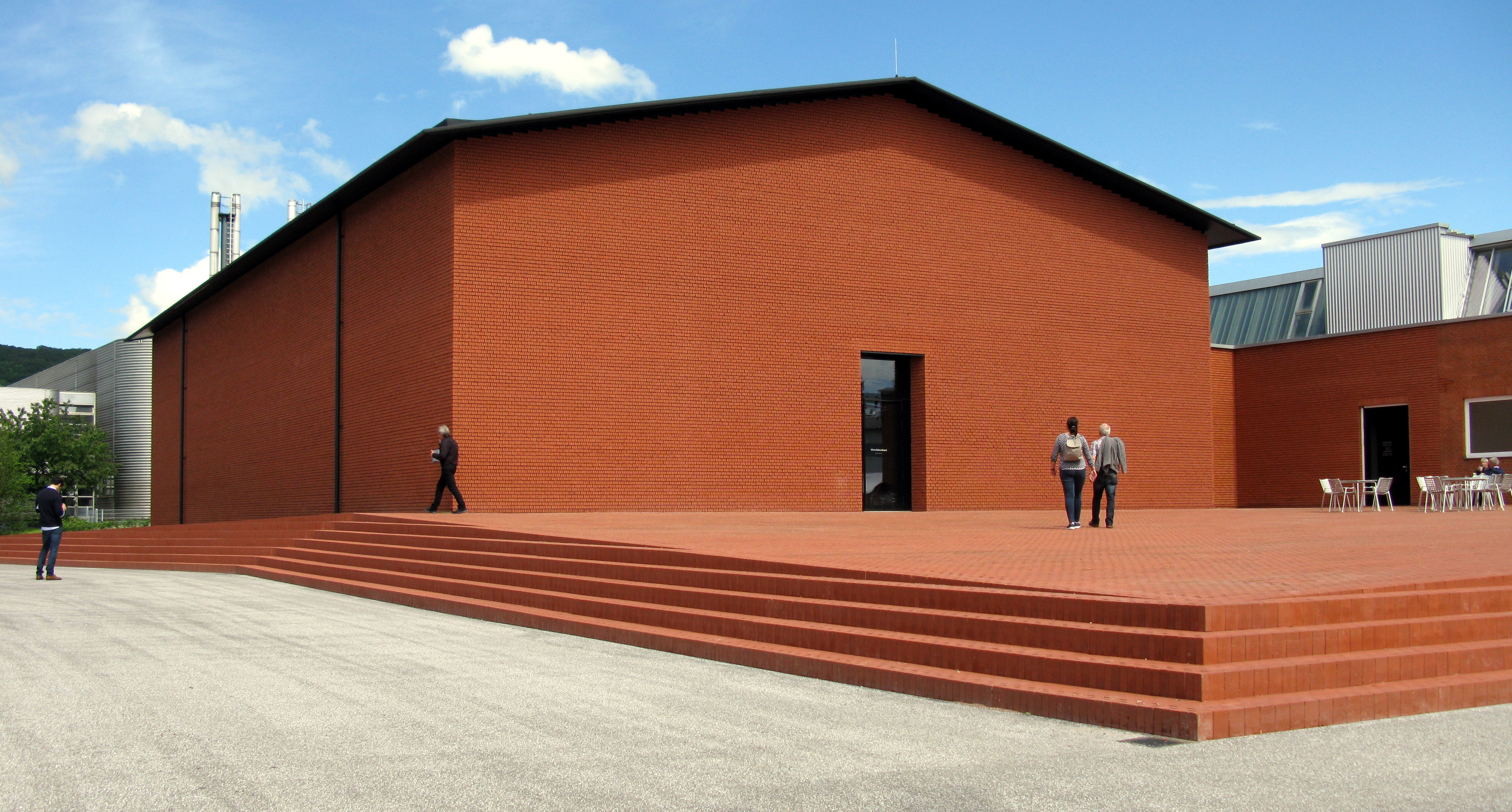
Vitra Schaudepot (Juni 2016)

Das Vitra Schaudepot von Herzog & de Meuron ist das öffentlich zugängliche Museumsdepot des Vitra Campus in Weil am Rhein.
Es beherbergt bis zu 10.000 Exponate, u. a. Designmöbel und viele Nachlässe von Künstlern wie Verner Panton oder Alexander Girard.
Das rund 1600 m² große Museumsdepot ist in mehrere Bereiche aufgeteilt: Im Erdgeschoss werden die Designmöbel von 1800 bis zur Gegenwart sowie wechselnde Sonderausstellungen gezeigt, während im Untergeschoss eine Materialsammlung, Making-of-Einblicke in das Museum und seine Arbeit als auch Einblicke in den Sammlungsbestand präsentiert werden.
Im Rahmen einer Partnerschaft zwischen dem Vitra Design Museum und der Barragan Foundation, die den beruflichen Nachlass des mexikanischen Architekten seit 1996 bewahrt, wurde das Barragán-Archiv 2022 in neue Räumlichkeiten im Schaudepot überführt. Die kostenfreie Dauerausstellung in der Barragán Gallery bietet einen vielfältigen Blick auf das Leben und Werk des Architekten im Kontext seiner Zeit.
Gleichzeitig gibt es in diesem Depot einen Shop und auch ein Restaurant mit Take-away-Angeboten namens Depot Deli.
Vergangene und gegenwärtige Präsentationen mit ausgewählten Highlights aus der historischen Möbelsammlung:
2016 - 2022:   chronologische Reihung
2022 - 2024:   "Colour Rush!", Arrangement nach Farben der niederländischen Designerin Sabine Marcelis
2024 - aktuell: "Science Fiction Design", futuristische Inszenierung des argentinischen Designers Andrés Reisinger